# ساندرا براون
ساندرا لين براون (بالإنجليزية: Sandra Lynn Cox Brown) (ولدت في مارس 1948 في واكو، تكساس)هي مؤلفة أمريكية صاحبة أعلى المبيعات لروايات الرومانسية والإثارة.أيضا نشرت براون أعمالا تحت أسماء مستعارة مثل رايتشل رايان، لورا جوردان وإيرين كلير.

## سيرتها
ولدت ساندرا براون في واكو، تكساس، وتربت في فورت وورث. تخصصت في اللغة الإنجليزية في جامعة تكساس المسيحية في فورت وورث، تكساس، لكنها تركت الكلية عام 1968 لتتزوج من مايكل براون وهو مقدم نشرات سابق. بعد زواجها عملت براون لصالح محطة KLTV في تايلر كمقدمة نشرات جوية، بعدها عادت إلى منطقة دالاس فورت وورث متروبلكس حيث عملت كمراسلة لنسخة محطة WFAA-TV من البرنامج التيليفزيوني PM Magazine.
بدأت براون الكتابة عام 1981 بعد أن شجعها زوجها على ذلك. منذ ذلك التاريخ نشرت براون ما يقارب 70 رواية احتلت خمسون منها مواقعاً في قائمة نيويورك تايمز للكتب الأكثر مبيعاً. في 2008 حققت براون حلمها بتحصيل شهادة جامعية عندما قدّمت لها دكتوراة شرفية في الرسائل الإنسانية من الجامعة التي درست فيها.
روايتها French Silk حوِّلت إلى فيلم تليفيزيوني عام 1994 من بطولة: سوزان لوسي، شاري بيلافونت ولي هورسلي.
في 2007 ساهمت في المسلسل التليفيزيوني التابع لقناة Court TV Murder By The Book في إشارة إلى جريمة قتل بيتي جور في تكساس التي وقعت في يوم الجمعة 13 يونيو عام 1980.
أحدث رواياتها هي بعنوان Smash Cut والتي نشرت في أغسطس 2009.

## مؤلفاتها

### تحت اسم رايتشل رايان
1981 Love's Encore
1981 Love Beyond Reason
1982 Eloquent Silence
1982 A Treasure Worth Seeking
1983 Prime Time

### تحت اسم لورا جوردان
1982 Hidden Fires (Historical Romance)
1982 The Silken Web

### تحت اسم إيرين كلير
روايات مفردة:
1982 Not Even For Love
1983 Seduction by Design
1983 A Kiss Remembered
1983 A Secret Splendor
1984 Words of Silk
1984 Bittersweet Rain
1984 Tiger Prince
1985 Sweet Anger
1986 Above and Beyond
1986 Honor Bound
1987 Two Alone
1989 The Trill of Victory
سلسلة Astray & Devil :
1985 Led Astray
1987 The Devil's Own

### تحت اسم ساندرا براون
روايات مفردة:
1983 Tomorrow's Promise
1983 Relentless Desire
1983 Heaven's Price
1983 Temptations Kiss
1984 In a Class by Itself
1985 Thursday's Child
1985 Riley in The Morning
1986 The Rana Look
1986 Indigo Place 22
1987 Sunny Chandler's Return
1987 Demon Rumm
1988 Tidings of Great Joy
1988 Hawk O'Toole's Hostage
1989 Long Time Coming
1989 Temperatures Rising
1989 A Whole New Light
1988 Slow Heat in Heaven
1989 Best Kept Secrets
1990 Mirror Image
1991 Breath of Scandal
1992 French Silk
1992 Shadows of Yesterday
1993 Where There's Smoke
1994 Charade
1994 Love Beyond Reason
1995 The Witness
1996 Exclusive
1997 Fat Tuesday
1998 Unspeakable
1999 The Alibi
2000 Standoff
2000 The Switch
2001 Envy
2002 The Crush
2003 Hello, Darkness
2004 White Hot
2005 Chill Factor
2006 Ricochet
2007 Play Dirty
2008 Smoke Screen
2008 Fantasy
2009 Smash Cut
2009 Rainwater
2010 Tough Customer
2011 Lethal

## الجوائز
American Business Women's Association's Distinguished Circle of Successِِِ
B'nail B'rith's Distinguished Literary Achievement Award
A.C. Greene Award
Romance Writers of America's Lifetime Achievement Award
International Thriller Writers Award, "Thrillermaster", 2008

## وصلات خارجية
- ساندرا براون على موقع IMDb (الإنجليزية)
- ساندرا براون على موقع ميوزك برينز (الإنجليزية)
- ساندرا براون على موقع ديسكوغز (الإنجليزية)
- ساندرا براون على موقع قاعدة بيانات الفيلم (الإنجليزية)

[ http://www.sandrabrown.net/ موقع ساندرا براون الرسمي ]